# Wendelin Rziha
Wendelin Rziha, též Wendelin Rziha von Mühlau, někdy psán i Řiha (3. října 1827 Plzeň – 28. prosince 1890 České Budějovice), byl rakouský a český právník, podnikatel a politik německé národnosti působící v Českých Budějovicích, v 60. letech 19. století poslanec Českého zemského sněmu.

## Biografie
Narodil se v Plzni, vystudoval práva na Karlo-Ferdinandově univerzitě v Praze. Nastoupil potom jako advokátní koncipient, později coby notář ve Varnsdorfu. Od roku 1861 měl advokátní kancelář v Českých Budějovicích. Byl aktivní i v podnikání. Byl majitelem lignitových dolů u Kamenného Újezda. Angažoval se i ve veřejném životě. Identifikoval se s německou komunitou v Budějovicích. Spoluzakládal tělocvičný spolek Turnverein, zasedal ve vedení městské spořitelny a byl členem obchodní a živnostenské komory. Zasedal v městské radě. V roce 1869 byl zvolen okresním starostou.
V 60. letech 19. století se zapojil do zemské politiky. V zemských volbách v březnu 1867 byl zvolen na Český zemský sněm za kurii venkovských obcí (obvod Kaplice – Nové Hrady – Vyšší Brod). Byl členem takzvané Ústavní strany (liberálně a centralisticky orientovaná, odmítající federalistické aspirace neněmeckých etnik). Na sněmu se podílel na vypracování předlohy zákona o pozemkové dani. Byl mu udělen Řád železné koruny (záslužný kříž III. třídy) a dočkal se povýšení na rytíře.
Zemřel v prosinci 1890. Byl pohřben na hřbitově u svaté Otýlie v Budějovicích (u západní ohradní zdi, hrobky vpravo, č. 18).